# Artemisia junatovii
Artemisia junatovii là một loài thực vật có hoa trong họ Cúc. Loài này được Filatova mô tả khoa học đầu tiên năm 1986.